# Colli a Volturno
Colli a Volturno est une commune italienne de la province d'Isernia, dans la région Molise.

## Administration
| Période                                  | Période | Identité | Étiquette | Qualité |
| ---------------------------------------- | ------- | -------- | --------- | ------- |
|                                          |         |          |           |         |
| Les données manquantes sont à compléter. |         |          |           |         |

### Hameaux
Casali, Castiglioni, Cerreto, Valloni

### Communes limitrophes
Cerro al Volturno, Filignano, Fornelli, Macchia d'Isernia, Montaquila, Monteroduni, Rocchetta a Volturno, Scapoli